# Yves V
Yves Van Geertsom (Amberes; 10 de abril de 1981), conocido artísticamente como Yves V, es un DJ, remezclador y productor discográfico belga de música house.

## Carrera
Tras su gran actuación en el Tomorrowland de 2007 se convirtió en un DJ famoso en todo el mundo. También ha actuado en otros festivales como TomorrowWorld, Sensation y Misteryland. También ha pinchado en algunos de los mejores clubes del mundo. En 2009 su remix "Insane Pressure" le hizo entrar en las listas musicales de Francia.
En 2011 colaboró con Dimitri Vegas & Like Mike en un nuevo tema bajo el nombre de "Madagascar". Su último tema del año se lanzó bajo el nombre de "Eclipse". En 2012 colaboró con Basto! en su tema "Cloudbreaker" y con Bassjackers en "Bronx". Además, volvió a hacer una nueva colaboración con Dimitri Vegas & Like Mike, tras lanzar "Loops & Things".
En 2013 colaboró con Blasterjaxx y con Sander van Doorn, mientras que en 2015 lanzó "King Cobra" junto a Don Diablo, "Unbroken" con Quintino e "Indigo" con Skytech y Fafaq, con los que aumentó su popularidad.
En 2016 y 2017 lanzó pocos temas, pero siguió participando en numerosos festivales, así como en Tomorrowland.

## Discografía

### Singles
| Singles                       | Fecha de lanzamiento | Colaboraciones                          | Sello discográfico                             |
| ----------------------------- | -------------------- | --------------------------------------- | ---------------------------------------------- |
| Licence to Play               | 2008                 | Guy'do                                  |                                                |
| The Skillz                    | 2009                 | MC Shurakano                            |                                                |
| Insane Pressure               | 2009                 |                                         |                                                |
| Madagascar                    | 2011                 | Dimitri Vegas & Like Mike, Angger Dimas | Spinnin' Records                               |
| Eclipse                       | 2011                 |                                         | Armada Music                                   |
| Cloudbreaker                  | 2011                 | Basto                                   | Smash The House / Spinnin Records              |
| Bronx                         | 2012                 | Bassjackers                             | Spinnin Records                                |
| WOW                           | 2012                 | Felguk                                  | Smash The House / Spinnin Records              |
| Arkadia                       | 2012                 |                                         | Smash The House / Spinnin Records              |
| Loops & Things                | 2012                 | Dimitri Vegas & Like Mike               | Smash The House / Spinnin Records              |
| Enter My World                | 2012                 |                                         | Smash The House / Spinnin Records              |
| Mandala                       | 2012                 |                                         | Smash The House / Spinnin Records              |
| Amok                          | 2012                 | Loopers & Jacob van Hage                | Smash The House / Spinnin Records              |
| Sonica (Running on a Highway) | 2013                 | Paul Aiden                              | Oygen / Spinnin Records                        |
| Umami                         | 2013                 |                                         | DoornRecords / Spinnin Records                 |
| That Big                      | 2013                 | Blasterjaxx                             | Spinnin Records                                |
| Direct Dizko                  | 2013                 | Sander van Doorn                        | Doorn Records / Spinnin Records                |
| What                          | 2013                 | Romeo Blanco                            | Spinnin Records                                |
| Chrono                        | 2013                 | Mell Tierra                             | Armada Music                                   |
| Manga                         | 2014                 |                                         | Doorn Records / Spinnin Records                |
| Crash                         | 2014                 | Rudebo1                                 | Smash The House                                |
| Oldschool Sound               | 2014                 | Chuckie                                 | SmashThe House                                 |
| Wait Till Tomorrow            | 2014                 | Reggi & Mitch Crown                     | Smash The House                                |
| Karma                         | 2014                 | Freddy See                              | Armada Music                                   |
| Chasing Fairytales            | 2014                 |                                         | Free Download                                  |
| Crackle                       | 2014                 | D-Wayne                                 | Wall Recordings / Spinnin Records              |
| Memories Will Fade            | 2015                 | Promise Land & Mitch Thompson           | Clipers Sounds                                 |
| Magic                         | 2015                 | Sidney Samson                           | Smash The House                                |
| The Right Time                | 2015                 | Mike James                              | Smash The House                                |
| Octagon                       | 2015                 |                                         | Smash The House                                |
| King Cobra                    | 2015                 | Don Diablo                              | Smash The House                                |
| Indigo                        | 2015                 | Skytech & Fafaq                         | Doorn Records / Spinnin Records                |
| Unbroken                      | 2015                 | Quintino & Gia Koka                     | Spinnin Records                                |
| Out Of Gravity                | 2015                 | Swanky Tunes                            | SHOWLAND / Armada Music                        |
| Fever                         | 2016                 | Skytech & Fafaq                         | Doorn Records / Spinnin Records                |
| Daylight                      | 2016                 | Dimitri Vangelis & Wyman                | Spinnin Records                                |
| To The Beat                   | 2016                 | Laidback Luke & Hawkboy                 | Mixmash Records                                |
| On Top Of The World           | 2016                 | Sem Thomasson & Ruby Prophet            | Spinnin Records                                |
| Joker                         | 2016                 |                                         | Spinnin Records                                |
| Condor                        | 2016                 |                                         | Armada Music                                   |
| Find Your Soul                | 2017                 |                                         | Spinnin Records                                |
| Blow                          | 2017                 | Marc Benjamin                           | Spinnin Records                                |
| Riders On The Storm           | 2017                 | Robert Falcon & Troy Denari             | Spinnin Records                                |
| Stay                          | 2017                 | Mathew Hill & Betsy Blue                | Spinnin Copyright Free Music / Spinnin Records |
| Sorry Not Sorry               | 2017                 | Carta                                   | Spinnin Records                                |
| Here With You                 | 2018                 | Florian Picasso                         | Dharma Worldwide / Spinnin Records             |
| Magnolia                      | 2018                 | HIDDN                                   | Spinnin Records                                |
| Running Wild                  | 2018                 | Futuristic Polar Bears & PollyAnna      | Spinnin Records                                |
| Something Like                | 2018                 | Jermaine Fleur                          | SOURCE / Spinnin Records                       |
| Durga                         | 2018                 | Mariana BO                              | Dharma Worldwide / Spinnin Records             |
| Innocent                      | 2018                 | Alok & Gavin James                      | Spinnin Records                                |
| We Got That Cool              | 2019                 | Afrojack & Icona Pop                    | Spinnin Records                                |
| One Day                       | 2019                 | Sam Feldt & ROZES                       | Spinnin Records                                |
| Echo                          | 2021                 |                                         | CONTROVERSIA / Spinnin Records                 |